# Língua ebira
Ebira (Egbira) é uma língua Níger-Congo. É falada por cerca de um milhão de pessoas em Kogi (estado), centro norte da Nigéria.